# Dover (Idaho)
Dover é uma cidade localizada no estado americano de Idaho, no Condado de Bonner.

## Demografia
Segundo o censo americano de 2000, a sua população era de 342 habitantes.
Em 2006, foi estimada uma população de 486, um aumento de 144 (42.1%).

## Geografia
De acordo com o United States Census Bureau tem uma área de
3,5 km², dos quais 3,5 km² cobertos por terra e 0,0 km² cobertos por água.

## Localidades na vizinhança
O diagrama seguinte representa as localidades num raio de 24 km ao redor de Dover.